# Caso Orsi
El Caso Orsi es un proceso judicial uruguayo que inició el 13 de marzo de 2024, en el contexto de las elecciones internas de ese año, a raíz de una denuncia falsa que realizó la trabajadora sexual transexual Paula Díaz al exintendente de Canelones, y precandidato a la presidencia por el Frente Amplio en esos comicios, Yamandú Orsi.

## Denuncia de Paula Díaz por agresión

### Realización de la denuncia
En la madrugada del miércoles 13 de marzo de 2024, una mujer trans de 42 años denunció al exintendente de Canelones y precandidato por el Frente Amplio, Yamandú Orsi. Los hechos narrados ante los efectivos coinciden con los dichos de la militante del Partido Nacional Romina Celeste Papasso a través de sus redes sociales, donde en un video publicado una semana antes afirmó que una mujer trans le había hecho un relato “hace un par de años”, donde contaba que el exintendente en 2014, previo a asumir el cargo, ejerció violencia física contra ella luego de “pararla y levantarla” cerca del parque Roosevelt. La militante Romina Celeste había ganado visibilidad pública anteriormente al ser la que dio el puntapié para que se iniciara el Caso Penadés. 

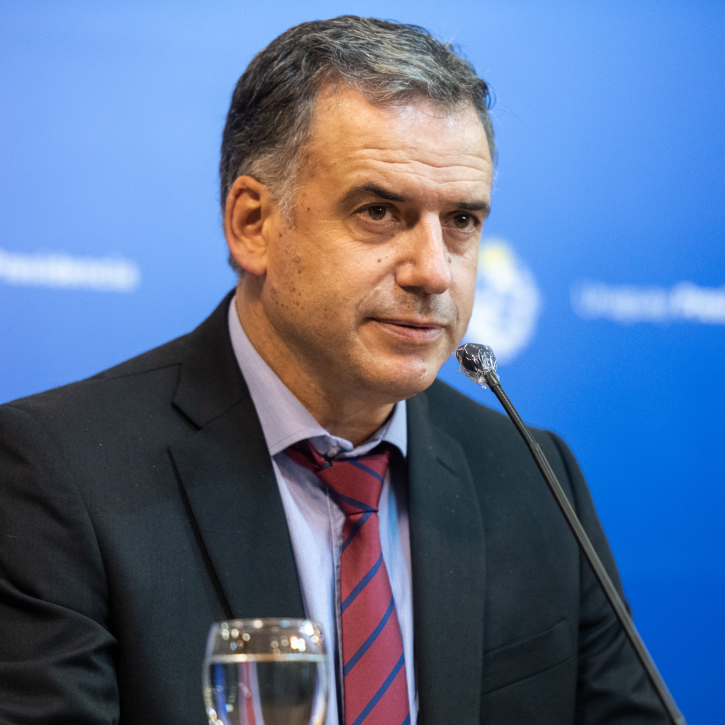
Yamandú Orsi, precandidato del Frente Amplio en las elecciones internas de 2024.

La denunciante, que aclaró que vive con una amiga y es trabajadora sexual, radicó el reclamo formal ante la seccional décima y contó qué sucedió según su propia versión. El caso fue analizado por la Dirección de Depuración, Priorización y Asignación de Fiscalía, que la asignó a la Fiscalía de Ciudad de la Costa de 2.º Turno a cargo de la fiscal Sandra Fleitas. Se determinó como denuncia de lesiones y no como un delito sexual.
La denunciante especificó que en junio del año 2014, un hombre que la contrató llegó a agredirla, lastimándole la nariz de un cabezazo. Además, la denunciante aclaró que al otro día que sucedieron los hechos narrados fue hasta el Hospital Pasteur porque se había “hecho una cirugía estética” en la nariz dos meses antes. Cuando la mujer fue consultada si reconoce a la persona que la agredió, respondió: “En ese momento no sabía quién era, ya que no era una persona pública. Lo reconocí hace muy poco, ya que comenzó con una campaña política. Quien me agredió es el señor Yamandú Orsi”.
La fiscal encargada del caso, Sandra Fleitas, explicó que es necesario asegurarle al precandidato una indagatoria “profunda y seria” en el marco de la campaña. “La idea es terminar [el trabajo del tribunal] esta semana”, sostuvo la fiscal en entrevista con Las cosas en su sitio (Radio Sarandí). Fleitas definió el caso como “complejo” y explicó que al ser la víctima una trabajadora sexual trans está amparada por las “normas de vulnerabilidad”.

### Reacciones
Orsi negó el domingo 17 de marzo las acusaciones y dijo que se encontraba analizando si se iba a presentar a la Justicia, ya que consideró que podría encuadrarse en un caso de “injurias y difamación”. Sostuvo que era “un disparate” y “un tema político, de movida de campaña, al que en Uruguay no estamos acostumbrados”. El exintendente de Canelones consideró que existe "una campaña sucia" contra su postulación y aclaró: "No me voy a bajar de la candidatura". En ese sentido, apuntó: "Esto es un juego político. Defendamos la democracia". “La propia persona que me acusó pidió que la denunciara y no lo hice. No lo voy a hacer ahora, pero no descarto nada, hay que ir por todo, hasta el hueso. Lo más doloroso, lo más inmediato, es lo que afecta a mi familia”, señaló.
Francisco Legnani, secretario general de la Intendencia de Canelones y coordinador político de la campaña de Orsi, advirtió en X: "En el video del pasado jueves (7 de marzo) se afirma que hace un par de años la denunciante le narró los hechos. Mientras que la denunciante afirma que fue hace pocos días (martes 5 de marzo)". En concreto, la diferencia radica en que la militante del Partido Nacional, Romina Celeste, contó que la mujer trans le narró la situación hace dos años, cuando la denunciante aseguró que la contactó días atrás.
En diálogo con el diario El País, Romina Celeste dijo que esta contradicción "no cambia en nada lo que es realmente la denuncia" de la mujer trans, y que se trató simplemente de un error. "Cuando estaba haciendo el video en realidad lo que quise decir es 'me contó que hace unos años', pero terminé diciendo lo que se entiende ahí, porque hablo rápido cuando me caliento haciendo los videos", indicó. También comentó que, a propósito, dio mal un dato para intentar confundir y así conseguir que nadie identificara a la denunciante. "En el video también, por las dudas, que la están buscando y están poniendo fotos de una persona que se llama igual y que está fallecida, yo en su momento agarro y digo: 'Ella es de Canelones'. Ella en realidad es de Montevideo", reconoció.

## Denuncia de Yamandú Orsi por simulación de delito

### Reconocimiento de falsedad de la denuncia
El viernes 3 de mayo, ante el periodista del medio M24, Diego Martini, la militante nacionalista Romina Celeste Papasso, quien había divulgado en redes sociales que Orsi, presuntamente, había golpeado a una mujer trans de forma previa a que se realizara la denuncia formal en fiscalía, afirmó que la denuncia era falsa. «La denuncia contra Yamandú Orsi es falsa. Así me lo confirmó @romina_uy. Paula Díaz, quien hizo la denuncia, “quería fama y dinero”», escribió el periodista en la red social X.
“Quiero decirles que la denuncia a Orsi es falsa. Esta persona [Paula Díaz] es una consumidora de pasta base”, comienza Pappaso en un audio difundido por el periodista Diego Martini, en el que Papasso aseguró que la denuncia era falsa. “Yo la acompañé a la Seccional 10ª [el pasado 10 de marzo]. A esa persona nadie la obligó a nada. La persona fue porque quiso ir. Yo la fui a buscar porque no tenía ni para el boleto y yo la llevé. Ella denuncia en la Seccional 10ª  y toda la denuncia sobre la nariz la inventó ella”, dijo la militante blanca. Tras desacreditar a la denunciante, la militante del Partido Nacional cargó contra el periodista Ignacio Álvarez, al parecer con la intención de adelantarse a contenidos relacionadas al caso que este emitiría el próximo domingo en su programa Santo y Seña.
Ante estas declaraciones, la presidencia del Frente Amplio emitió un comunicado en el que pidió "sanciones a quienes pensaron y ejecutaron la operación de enchastre". "Tuvo que pasar el tiempo para que la verdad comenzara a salir a la luz, quedando en evidencia que la denuncia penal presentada en contra de Yamandú Orsi, como la campaña que se armó, fue una mentira", sostuvo la presidencia del Frente Amplio.
El domingo 5 de mayo, en el programa Santo y Seña, la denunciante Paula Díaz afirmó que la denuncia era falsa y compartió audios y chats en los que se escucha a Romina Celeste indicar cómo tiene que presentar la denuncia y qué decir para que sea más creíble. Paula Díaz también afirmó en esta entrevista que las declaraciones de Romina Celeste sobre el senador Gustavo Penadés, quien fue imputado por 22 delitos sexuales, eran falsas. Esto causó distintas reacciones negativas, los abogados de víctimas manifestaron explícitamente que las 10 víctimas que son parte de la causa no tienen necesariamente vínculo con Papasso y el abogado Juan Raúl Williman, el encargado del Consultorio Jurídico de la Udelar y el abogado que dejó de defender a la militante Papasso en la causa contra el exsenador Penadés, aseguró que hay víctimas sin relación alguna con ella.

### Reacciones
El lunes 6 de mayo, el Partido Nacional expulsó a Romina Celeste por "denuncias falsas e infundadas", mientras que el precandidato Yamandú Orsi llevó a cabo una conferencia de prensa en la que afirmó que "hubo maniobra política" porque "se trató de impedir" que él fuera candidato a la presidencia por el Frente Amplio. Además, el exintendente radicó una denuncia penal por "simulación de delito y difamación".
Ese mismo día la policía detuvo a Romina Celeste en casa de su madre y le incautaron dos dispositivos electrónicos, también se dio orden de captura para la denunciante Paula Díaz. En la tarde de ese lunes Paula Díaz fue detenida en las inmediaciones de su casa mediante un operativo montado por la Dirección General de Lucha contra el Crimen Organizado e Interpol; al día siguiente se le condenó a 20 meses de liberad a prueba.
El presidente de la República, Luis Lacalle Pou, reaccionó negativamente a la afirmación de Yamandú Orsi sobre la existencia de "maniobra política" detrás de su denuncia penal. "Para mí, la acusación falsa contra el candidato presidencial Orsi es tan seria como lo que él sufrió, pero responder diciendo que hay una maniobra política partidaria es igualmente serio", afirmó el presidente.

### Desarrollo de la causa contra Paula Díaz y Romina Celeste
La fiscal Sandra Fleitas, que investiga la acusación falsa contra el precandidato Yamandú Orsi, habló en rueda de prensa durante la noche del martes 7 de mayo y afirmó que “había una clara asociación para delinquir entre la hoy condenada Paula Díaz, que fue quien presentó la denuncia falsa en la seccional policial”, y Romina Celeste. Además, durante ese martes Romina Celeste fue imputada por calumnia y simulación de delito y otro ilícito por asociación para delinquir.
Ese mismo día, a través de radio Sarandí, el abogado de Yamandú Orsi, el exfiscal Jorge Díaz afirmó: “me parece que es algo que está fuera del lugar, desde el punto de vista jurídico no se puede hacer un acuerdo reparatorio, ni siquiera lo consideré" e hizo referencia a los motivos por los cuales la investigación del grupo de abogados dan cuentas que la denuncia falsa fue ideada en Argentina: “en noviembre del 2023 viajaron juntas (Romina Celeste y Paula Díaz) a Argentina, viajaron en el auto de Romina y volvieron a Uruguay con una tercera persona”.
Jorge Díaz, mediante conferencia de prensa, enlistó una serie de cuestiones que había averiguado en los dos meses que estuvieron investigando la denuncia contra el precandidato; entre ellas, dos viajes a Argentina por parte de Romina Celeste Papasso y Díaz entre fines de 2023 y principios de este año, y el hecho de que luego la exnacionalista volvió “anunciando cosas que luego hizo”.
De acuerdo con datos de Migraciones, a los que accedió el medio la diaria, ambas mujeres viajaron a Argentina el 19 de noviembre de 2023, en el auto particular de Papasso –un Peugeot 307– por el puente de Gualeguaychú y llegaron a Buenos Aires, donde Papasso participó en los festejos tras la elección de Javier Milei como presidente. Ambas volvieron el 29 de noviembre junto a un joven argentino de 19 años. Más adelante, Papasso cruzó sola el 30 de diciembre, también por Gualeguaychú, y volvió el 27 de febrero. Visitó la embajada uruguaya en ese país –representada por el embajador, Carlos Enciso– el 23 de enero, y el 24 de febrero publicó un video en el que anunciaba que volvería “con todo”. Una semana y media después, hizo la denuncia contra Orsi. De acuerdo con datos que El Observador obtuvo de la audiencia, Papasso y Díaz ya habían viajado juntas en 2021: ese año fueron registradas en setiembre, durante un procedimiento de rutina en el Chuy, mientras viajaban junto a un menor de edad; asimismo, en octubre de ese año realizaron un viaje juntas a Buenos Aires. El embajador de Uruguay en Argentina, Carlos Enciso, aseguró que la visita de la exmilitante del Partido Nacional al consulado fue para retirar una constancia de antecedentes penales, a efectos de su presentación ante autoridades locales. Esta afirmación fue dada tras la acusación que realizó Richard Tessier, el presidente del FA en Florida, que aseguró a TV Florida que el pasado 23 y 24 de enero que Papasso visitó, junto a Paula Díaz, al embajador en Argentina. La abogada del Estudio Jurídico de la Universidad de la República que encabezaba el equipo de la defensa de Romina Celeste Papasso en el caso Penadés, Soledad Suárez, contó que su antigua defendida le había explicado que la razón de sus viajes a Buenos Aires estaba relacionada con “tratar de ganarse la vida”, donde trabajaba armando pedidos en una empresa de compras internacionales.
El martes 14 de mayo el Tribunal de Apelaciones en lo Penal de 2.º Turno resolvió revocar la resolución del 7 de mayo que había dispuesto prisión domiciliaria para la militante Romina Celeste. En su lugar, a pedido de la fiscal Sandra Fleitas, el órgano de alzada dictó enviarla a prisión preventiva por 90 días como medida cautelar, imputada por los delitos de asociación para delinquir, calumnia en reiteración real y difamación. Ese mismo día, Papasso no pudo ser conducida a una sede policial, ya que fue derivada al Centro de Diagnóstico y Derivación del Instituto Nacional de Rehabilitación (INR), porque su padre solicitó asistencia médica. Este aseguró que fue debido a un intento de autoeliminación de su hija, que fue trasladada a la mutualista Asociación Española de Montevideo para ser atendida. La abogada defensora de Papasso, Elizabeth Frogge, informó a los medios que Papasso fue atendida por una emergencia móvil y le expresó a los profesionales que la trataron que “se iba a ahorcar”. El hecho ocurrió cuando se enteró de la resolución del Tribunal. El viernes 31 de mayo fue dada de alta y posteriormente trasladada al centro penitenciario de Juan Soler, ubicado en el departamento de San José.
En agosto Romina Papasso alcanzó un acuerdo para ser condenada por todas las causas en las que estaba siendo investigada (cuatro), siendo condenada a dos años y un mes de penitenciaría.

## Consecuencias en el debate sobre la Ley de violencia de género
La Ley N° 19580, denominada como "Ley de violencia hacia las mujeres basada en genero", fue una ley promulgada en diciembre de 2017 y publicada a principios del siguiente. Tras conocerse la falsedad de la denuncia realizada por Paula Díaz y Romina Celeste Papasso distintos actores se pronunciaron a favor de revisar el alcance del artículo 59 de la Ley N° 19580, uno de los elementos que, según Díaz, Papasso utilizó para alentarla a concretar la denuncia.
El artículo señala que “cualquier persona que tome conocimiento de un hecho de violencia basada en género puede, por cualquier medio, dar noticia al Tribunal o a la Fiscalía competente, los que adoptarán de inmediato las medidas de protección urgentes que estimen pertinentes de acuerdo a lo previsto en esta ley. Siempre que la noticia presente verosimilitud, no le cabrá responsabilidad de tipo alguno a quien la hubiere dado”.
La Asociación de Abogados Penalistas del Uruguay (AAPU) emitió un comunicado en el que señala la necesidad de realizar “profundas modificaciones” al proceso penal y “a todas las normas que establecen pautas de interpretación o valoración de la prueba”, por considerar que “vienen violando los principios de igualdad y averiguación de la verdad material, esenciales para que exista un proceso justo”. Sin nombrar directamente el caso de Papasso, señalaron que se trata de “una ínfima parte de los que ocurren todos los días en el sistema, siendo demostrativo de lo poco fiable que es privilegiar la versión de una parte por su género u orientación sexual o el ocultamiento de identidades o pruebas que impidan a la contraparte saber quién lo denuncia o acusa, cuando lo que debe primar es la transparencia para la averiguación de la verdad material”.